# 特性部分群
数学、とくに群論という抽象代数学の分野において、特性部分群 (英: characteristic subgroup) はもとの群のすべての自己同型写像の下で不変な部分群である。共役は自己同型であるから、すべての特性部分群は正規部分群であるが、すべての正規部分群が特性部分群であるわけではない。特性部分群の例には、交換子部分群や群の中心がある。

## 定義
群 G の特性部分群 (characteristic subgroup) とは、G の任意の自己同型写像のもとで不変な部分群 H のことである。つまり、G の任意の自己同型写像 φ に対して
{\displaystyle \phi (H)=H}
である（ここで φ(H) は φ による H の像を表す）。
「H は G の特性部分群である」という主張は
{\displaystyle H{\mathrel {{}\operatorname {char} {}}}G}
と書かれる。

## 特性部分群と正規部分群の対比
G を群とし、g を G の固定された元とすると、共役写像
{\displaystyle x\mapsto gxg^{-1}}
は G の自己同型写像である（これを内部自己同型という）。すべての内部自己同型で不変な G の部分群を正規部分群という。特性部分群はすべての自己同型に対して不変であるから、すべての特性部分群は正規部分群である。
一方、すべての正規部分群が特性部分群であるわけではない。いくつか例を挙げよう。
- H を群とし、G を直積 H × H とする。このとき G の部分群 {1} × H と H × {1} はどちらも正規部分群であるが、どちらも特性部分群でない。とくに、これらの部分群はいずれも、2 つの因子を入れ替える自己同型 (x, y) → (y, x) の下で不変でない。
- この具体例として、V を（直積 Z2 × Z2 と同型な）クラインの四元群とする。この群は可換群なので、すべての部分群は正規である。しかし、3 つの非単位元のどんな置換も V の自己同型であるので、位数 2 の 3 つの部分群はどれも特性部分群ではない。ここで V = {e ,a, b, ab} とし、H = {e, a} を考え、自己同型 T(e) = e, T(a) = b, T(b) = a, T(ab) = ab を考える。すると T(H) は H に含まれない。
- 位数 8 の四元数群において、位数 4 の巡回部分群はいずれも正規部分群であるが、いずれも特性部分群ではない。しかしながら、部分群 {1, −1} は、位数 2 の唯一の部分群であるから、特性部分群である。

ここで、H が群 G の唯一の部分群であれば、H は G の特性部分群であることに注意しよう。
- n が偶数であれば、位数 2n の二面体群 D は指数 2 の部分群を 3 つ持ち、いずれも正規部分群である。そのうち 1 つは巡回部分群であり、これは特性部分群である。他の 2 つは二面体群であり、D の外部自己同型によって入れ替わるので、特性部分群ではない。
- "正規性"は推移的ではないが、"特性部分群であること"は推移性を持つ。すなわち、H Char K かつ K Char G であれば、H Char G である。

## 他の部分群の性質との比較

### Distinguished subgroups
特性部分群に関連した概念に distinguished subgroup（strictly characteristic subgroup とも呼ばれる）がある。この部分群は全射自己準同型の下で不変である。有限群に対しては 2 つの概念は一致する。なぜならば、全射であれば単射であるからだ。しかし、無限群に対しては一致しない。全射自己準同型が自己同型であるとは限らない。

### Fully invariant subgroups
より強い条件を要求するものとして、群 G の fully characteristic subgroup（fully invariant subgroup とも）H は、G のすべての自己準同型の下で不変な部分群である。言い換えると、任意の準同型 f: G → G に対して、f(H) は H の部分群である。

### Verbal subgroups
さらに強い制約を課すものに verbal subgroup があり、これは自由群の fully invariant subgroup の準同型像である。

### 包含関係
fully characteristic な部分群は全て distinguished でありしたがって特性部分群である。しかし特性部分群あるいは distinguished 部分群が fully characteristic とは限らない。
群の中心は必ず distinguished 部分群であるが、必ずしも fully characteristic ではない。位数 12 の有限群 Sym(3) × Z/2Z は、(π, y) を ((1,2)y, 0) に送る準同型を持ち、これは中心 1 × Z/2Z を Sym(3) × 1 の中へと写し、共通部分は単位元のみである。
これらの部分群の間の関係は次のようになる：
部分群 ⇐ 正規部分群 ⇐ 特性部分群 ⇐ distinguished subgroup ⇐ fully characteristic subgroup ⇐ verbal subgroup

## 例

### 有限群の例
群 G = S3 × Z2 （位数 6 の対称群と位数 2 の巡回群の直積である位数 12 の群）を考える。G の中心は第二因子 Z2 である。第一因子 S3 は Z2 に同型な部分群、例えば {identity, (12)}, を含むことに注意しよう。f: Z2 → S3 を Z2 を今示した部分群の上への準同型とする。すると、G の第二因子 Z2 の上への射影、f, S3 から G への第一因子としての包含写像、を合成すると、G の自己準同型となるが、これによって中心 Z2 の像は中心に含まれず、したがって中心は G の fully characteristic subgroup ではない。

### 巡回群
巡回群の任意の部分群は特性部分群である。

### Subgroup functors
群の導来部分群（交換子部分群）は verbal subgroup である。アーベル群の捩れ部分群は fully invariant subgroup である。

### 位相群
位相群の単位元を含む連結成分 (identity component) は必ず特性部分群である。

## 推移性
特性部分群である、あるいは、fully characteristic 部分群であるという性質は、推移的である。すなわち、H が K の (fully) characteristic subgroup であり、K が G の (fully) characteristic subgroup であれば、H は G の (fully) characteristic subgroup である。
さらに、正規部分群のすべての正規部分群が正規部分群であるということは正しくないが、正規部分群のすべての特性部分群は正規部分群であるということは正しい。同様に、distinguished subgroup のすべての distinguished subgroup が distinguished であるということは正しくないが、distinguished subgroup のすべての fully characteristic subgroup は distinguished であるということは正しい。

## Aut および End 上の写像
H char G であれば、G のすべての自己同型は商群 G/H の自己同型を誘導し、写像 Aut G → Aut (G/H) が得られる。
H が G において fully characteristic であれば、同様に、G のすべての自己準同型は G/H の自己準同型を誘導し、写像 End G → End G/H が得られる。